# Principat de Conti
El Principat de Conti fou un domini feudal de França creat per a una branca capeta de Borbó sorgida de la casa de Condé; va agafar el seu nom del poble de Conti-sur-Selles, situat a uns 30 km al sud-oest d'Amiens, adquirit per la família Condé a causa del matrimoni de Lluís de Borbó, primer príncep de Condé, amb Elionor de Roye el 1551. Francesc de Borbó-Conti (1558–1614), el tercer fill d'aquest matrimoni, va rebre el títol de marquès de Conti; entre 1581 i 1597 el marquesat fou elevat a principat de Conti. Francesc es va casar el 1605 amb Lluïsa Margarida de Lorena, filla de duc de Guisa, i va morir el 1614 i com que la seva única filla, Maria, havia mort el 1610, el títol es va extingir.
El títol de príncep fou rehabilitat el 1629 per a Armand de Conti, germà de Lluís II de Borbó-Condé anomenat el Gran Condé.
El principat estava format per diversos feus amb capital inicial al palauet de Conti a París. Els feus que al segle xviii formaven el principat eren:
- Senyoria de Chambly, adquirida el 20 de juny de 1701 per Francesc Lluís de Borbó-Conti.
- Comtat de Beaumont-sur-Oise, adquirit el 14 de novembre de 1705 pel mateix.
- Senyoria de Boulonville a Jouy-le-Comte, adquirida el 1706 pel mateix.
- Feu de Vaux en Champagne, adquirit el 1706 pel mateix.
- Feu de Mondétour al Mesnil-Saint-Denis, adquirit el 1706 pel mateix.
- Senyories de Villiers-Adam, Stors i Marangle, adquirides el 26 de juliol de 1746 per Lluís Francesc de Bourbon-Conti

## Llista de prínceps
- Article principal: Príncep de Conti, inclou genealogia.

- 1558-1614: Francesc de Borbó-Conti, primer a portar el títol de marquès i després príncep de Conti
- 1629-1666: Armand de Borbó-Conti (1629-1666), primer príncep de Conti;
- 1666-1685: Lluís Armand I de Borbó-Conti (1661-1685), segon príncep de Conti, fill;
- 1685-1709: Francesc Lluís de Borbó-Conti (1664-1709), tercer príncep de Conti, el Gran Conti, germà;
- 1709-1727: Lluís Armand II de Borbó-Conti (1695-1727), quart príncep de Conti, fill;
- 1727-1776: Lluís Francesc de Borbó-Conti (1717-1776), cinquè príncep de Conti, fill;
- 1776-1814: Lluís Francesc Josep de Borbó-Conti (1734-1814), sisè príncep de Conti, fill.